# Nephtheidae
Nephtheidae é uma família de corais da ordem Malacalcyonacea.

## Géneros
Seguem os gêneros da família:
- Chromonephthea (van Ofwegen, 2005)
- Coronephthya (Utinomi, 1966)
- Dendronephthya (Kükenthal, 1905)
- Litophyton (Forskål, 1775)
- Neospongodes (Kükenthal, 1903)
- Pacifiphyton (Williams, 1997)
- Scleronephthya (Studer, 1887)
- Stereonephthya (Kükenthal, 1905)
- Umbellulifera (Thomson & Dean, 1931)